# Giovan Francesco Tura

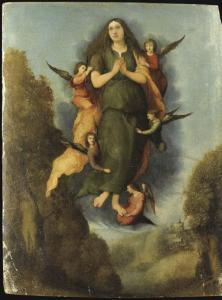
Himmelfahrt der Heiligen Maria von Ägypten

Giovan Francesco Tura, oder Gianfrancesco, auch bekannt als Tura Mantovano, (* ca. 1485 in Mantua; † ca. 1542), war ein italienischer Maler, der von 1510 bis 1542 dokumentiert ist. Der Künstler entwickelte einen Stil, der die Einflüsse zahlreicher Maler widerspiegelt. Der Stil erinnert an Ferrareser Künstler, bleibt aber insgesamt deutlich mantuanisch geprägt.
Zu seinen Hauptwerken, die von Correggio beeinflusst sind, gehören das Altarbild der Madonna mit Kind und Heiligen in der Kirche San Martino und die Madonna mit Kind und den Heiligen Martha und Magdalena in der Kirche Sant’Apollonia, beide in Mantua.

## Werke
- Die Hl. Helena zwischen den Heiligen Sebastian, Dominikus, Petrus dem Märtyrer und Hieronymus, Öl auf Leinwand, 194 × 163 cm, Collezione dipinti antichi di BPER, Modena
- Anbetung der Hirten, Öl auf Leinwand, 59,5 × 48,5 cm,  Museo Horne, Florenz
- Madonna mit Kind und den Heiligen Martha und Magdalena, Öl auf Leinwand, 160 × 139,1 cm, Chiesa di Sant’Apollonia, Mantua
- Madonna mit Kind und Heiligen, Öl auf Leinwand, Chiesa di San Martino Mantua
- Heilige Familie, Galleria d’Arte della Fondazione Banca Agricola Mantovana, Mantua
- Madonna mit Kind und den Heiligen Nikolaus von Bari, Sebastian, Anna und Magdalena, Öl auf Leinwand, 250 × 185 cm, Chiesa Parrocchiale di San Nicola di Bari, Tabellano di Suzzara (MN)